# Careless Love
Careless Love är en av de mest inspelade amerikanska folksångerna. Den har blivit en blues- och jazzstandard.
Dess ursprung är oklart, men den tros härstamma från en angloamerikansk sång från sydöstra USA:s bergstrakter under andra halvan av 1800-talet. W.C. Handy hävdade att hans band framförde den 1891, men det tidigaste belägget är en text upptecknad av Howard Odum med titeln "Kelly’s Love" från 1911. 1921 gav Handy ut låten som "Loveless Love" och erhöll copyright för denna. Handy publicerade "Careless Love" i sin Blues: An Anthology 1926 och detta år anges ofta för copyrighten i stället för 1921. Som textförfattare anges Martha E. Koenig och Spencer Williams.

## Text och musik
Melodin är äldre än bluesen (och jazzen), så ursprungligen är "Careless Love" ingen blues- eller jazzlåt. Den består av fyrradiga verser om sexton takter och de åtta sista takterna har en "bluesstruktur" i ackordföljden I -  I7 - IV - IVm - I - V - I - I som den delar med flera blueslåtar - som Leroy Carrs "How Long Blues" från 1928.
Texten varierar från inspelning till inspelning men den första versraden upprepas oftast två gånger till och följs av en slutrad (AAAB - även AABC förekommer). Handy/Koenig/Williams text från 1926 består av fyra verser. Den första versens text är hämtad från folksången "Little Birdie", den andra versen
Love, oh love, oh careless love,
Love, oh love, oh careless love.
You've broke the heart of a a many poor girl
But you'll never break this heart of mine.
(eller varianter därav, som exempelvis
Love O love, O careless love,
Love O love, O careless love,
Love O love, O careless love,
You see what love has done to me.)
används ofta som refräng, medan de tredje och fjärde verserna i Handys "urversion" beskriver hur den älskade slutat komma förbi när hon blivit gravid (bär sitt "förkläde lågt" i tredje versen och högt i den fjärde: "When I wore my apron low (x3), He always passed right by my door." respektive "Now I wear my apron high (x3), And he never never passes by."). Dessa verser påminner mycket om Dink's Song som John och Alan Lomax nedtecknade ungefär 1908 i Texas (verserna 5-7: "When I wore my apron low, Couldn't keep you from my door -  Now I wear my apron high, Scarcely ever see you passing by. -  Now my apron's up to my chin, You pass my door and you won't come in."). Motsvarande rader finns också i "Kelly's Love" från 1911.
"Careless Love" har lånat ut sin melodi till, bland andra, "Mumsy Mumsy Blues" (Papa Charlie Jackson 1926), "I Have No Loving Mother Now" (Kelly Harrell 1927), "Blues Oh Blues" (Ma Rainey 1928), "Lay Some Flowers on My Grave" (Josh White 1933, Blind Willie McTell 1935), "Last Fair Deal Gone Down" (Robert Johnson 1936) och "Tell Me Baby" (Georgia White 1936).
Den delar även i stort sett melodi med "See That My Grave Is Kept Clean" som Blind Lemon Jefferson spelade in 1927 och 1928 (och därmed även med Son Houses "Mississippi County Farm Blues" från 1930).

## Inspelningar
Den första inspelningen gjordes av vaudevilleartisten Noble Sissle den 2 mars 1921 och släpptes i juni samma år. Den följdes året därpå av W.C. Handys dotters, Katharine Handy Lewis, inspelning, men genombrottet kom 1925 då "Careless Love Blues" med Bessie Smith (och Louis Armstrong på kornett) gavs ut. Efter detta har "Careless Love" spelats in flera hundra gånger - mest som blues- och, framför allt, jazzlåt, men även som hillbilly-/bluegrassmusik.

### Inspelningar i urval
Loveless Love
1921 Noble Sissle (Emerson 10357 och Pathé 20493)
1922 Katharine Handy (Paramount 12011)
1927 Johnny Dodds och Tiny Parham (Paramount 12483)
1941 Billie Holiday (Okeh 6064)
Careless Love Blues
1925 Bessie Smith (Columbia 14083-D)
1957 Shirley Bassey (Philips BBR.8130)
Careless Love
1928 Lonnie Johnson (OKeh 8635)
1935 Lead Belly (Rounder CD 1044, utgiven 1991)
1941 Big Joe Turner (Decca 7827)
1941 Josh White och Sidney Bechet (Blue Note 23)
1945 Kid Ory's Creole Jazz Band (Crescent 5-1009)
1946 Sonny Terry (Folkways 9010)
1949 Bunta's Storyville Jazz Band (Gazell 1003)
1950 Fats Domino (Imperial 5145)
1952-1956 Big Bill Broonzy (flera inspelningar)
1955 Brownie McGhee (Folkways FA 2030)
1957 Slim Whitman (Imperial 8309 och London HLP.8403)
1958 Pete Seeger (Folkways Records FA 2321)
1958 Dinah Washington (EmArcy MG 36130)
1958 Eartha Kitt och Nat King Cole (i filmen St. Louis Blues)
1959 Joan Baez (Veritas XTV 62202-3)
1961 Bing Crosby (RCA Victor LSP-2460)
1961 Connie Francis (MGM Records SE3969)
1962 Ray Charles (ABC-Paramount ABCS-410)
1962 Papa Bues Viking Jazzband med Jack Dupree (Storyville SLP 150)
1963 Janis Joplin (efterutgiven)
1964 Bert Jansch (efterutgiven 1998 på Big Beat Records – CDWIKD 182)
1965 Victoria Spivey (G.H.B. GHB-17)
1968 Skip James (Vanguard VSD 79273)
1969 Bob Dylan och Johnny Cash (flera efterutgivningar)
1974 Ronnie Lane (GM Records GML 1013)
1981 Benny Goodman och Svend Asmussen (utgiven 2020 på Stockfisch Records SFR 357.4805.2)
1986 Sveriges Jazzband (Swed-Jazz SJLP 86001)
1992 Dr. John (Warner Bros. Records 7599-26940-1)
1986 Quincy Jones (Qwest Records 1-25389)
1998 Peter Carlsson & Blå Grodorna (Gazell GAFCD-1022)
2004 Madeleine Peyroux (Rounder Records 0602498235836)
2011 Wynton Marsalis och Eric Clapton (Reprise Records R2-528530)
2023 Van Morrison (Exile 4819141)
Love O' Love
1967 Nina Simone (RCA Victor LSP-3837 - som singel 1969 RCA Victor RCA 1805)
Huolimaton rakkaus
1966 Ann Christine (Scandia KS 638)